# 1740 en santé et médecine
| Années de la santé et de la médecine : 1737 - 1738 - 1739 - 1740 - 1741 - 1742 - 1743    |
| Décennies de la santé et de la médecine : 1710 - 1720 - 1730 - 1740 - 1750 - 1760 - 1770 |

Cet article présente les faits marquants de l'année 1740 en santé et médecine.

## Prix
- Médaille Copley : Alexander Stuart[1].

## Décès
- 12 avril : Samson Morpurgo (né en 1681), médecin, rabbin et liturgiste italien[2].
- 7 juillet : Claudius Amyand (né en 1681), chirurgien anglais d'origine française, auteur, en 1735, de la première appendicectomie réussie[3],[4].